# إراستوس بروكس
إراستوس بروكس هو محرر وصحفي وسياسي أمريكي، ولد في 31 يناير 1815، وتوفي في 25 نوفمبر 1886. نشط حزبياً في الحزب الديمقراطي. وقد انتخب عضو جمعية ولاية نيويورك ‏ وانتخب رئيس تحرير Pittsburgh Gazette ‏ (1 أبريل 1847 – 30 يونيو 1848) وانتخب عضو مجلس ولاية نيويورك ‏.